# San Francisco de la Charca
San Francisco de la Charca är en ort i Mexiko.   Den ligger i kommunen Irapuato och delstaten Guanajuato, i den centrala delen av landet, 270 km nordväst om huvudstaden Mexico City. San Francisco de la Charca ligger 1 726 meter över havet och antalet invånare är 574.
Terrängen runt San Francisco de la Charca är platt åt sydost, men åt nordväst är den kuperad. Runt San Francisco de la Charca är det tätbefolkat, med 790 invånare per kvadratkilometer. Närmaste större samhälle är Irapuato, 3,7 km öster om San Francisco de la Charca. Runt San Francisco de la Charca är det i huvudsak tätbebyggt.